# 체스 (응용 소프트웨어)
체스(Chess)는 macOS에 탑재되어 있는 체스 게임이다.

## 같이 보기
- 체스 타이탄스 : 마이크로소프트 윈도우에 포함된 체스 게임